# Dobropillja
Dobropillja (in ucraino Добропілля?) è  una città dell'Ucraina orientale sita nel distretto di Pokrovs'k nell'oblast' di Donec'k. Ospita l'amministrazione della comunità territoriale di Dobropillja, una delle comunità territoriali dell'Ucraina. Nel 2024 aveva una popolazione di 26 000 abitanti.
Fino al 18 luglio 2020 Dobropillja era classificata come città di rilevanza regionale, costituiva un comune autonomo e fungeva da centro amministrativo del Distretto di Dobropillja, sebbene non appartenesse al distretto Nell'ambito della riforma amministrativa dell'Ucraina, che ha ridotto a otto il numero dei distretti dell'Oblast' di Donec'k, la città è entrata a far parte del distretto di Pokrovsk.